# Gasparia nuntia
Gasparia nuntia är en spindelart som beskrevs av Forster 1970. Gasparia nuntia ingår i släktet Gasparia och familjen Desidae. Inga underarter finns listade i Catalogue of Life.